# Lolland
Lolland, alter Name Laaland („Wasserland“ in Bezug auf die zahlreichen Seen und Sumpfgewässer der Insel; von altnordisch lá), ist die flächenmäßig viertgrößte Insel des dänischen Mutterlands und nach Amager von der Bevölkerungszahl die fünftgrößte. Sie liegt südlich von Seeland und westlich von Falster, ist etwa 58 km lang, 15–25 km breit und hat eine Fläche von 1.243 km². Auf Lolland leben 57.467 Bewohner (Stand: 1. Januar 2023).

## Verwaltung
Lolland gehört zum Bezirk Region Sjælland. Wichtige Städte sind Maribo, Nakskov, Rødby und Rødbyhavn (der Fährhafen nach Fehmarn im Zuge der Vogelfluglinie). Bis 1970 bildete Lolland mit der Nachbarinsel Falster das Maribo Amt. Dann wurde es mit dem Præstø Amt zum Storstrøms Amt zusammengelegt. Gleichzeitig entstanden auf Lolland die Kommunen Ravnsborg, Nakskov, Rudbjerg, Højreby, Maribo, Rødby, Holeby, Sakskøbing, Nysted und Nykøbing Falster, wobei sich letztere auch auf die Insel Falster erstreckte. Am 1. Januar 2007 wurden die Kommunen auf Lolland und Falster neu geordnet. Im Westen von Lolland entstand aus den ehemaligen Kommunen Nakskov, Ravnsborg, Rudbjerg, Rødby, Maribo, Holeby und Højreby die Lolland Kommune mit heute 39.921 Einwohnern, die östlichen Lolländer Gemeinden Sakskøbing und Nysted mit Nykøbing Falster wurden mit vier Kommunen auf Falster zur heute 60.231 Einwohner zählenden Guldborgsund Kommune zusammengeschlossen (Stand: 1. Januar 2023).

## Geografie
Der höchste Punkt befindet sich mit 25 m nahe dem Ort Horslunde im Nordwesten. Die Insel ist niedrig; es gibt im Süden sogar Flächen, die 2 Meter unter dem Meeresspiegel liegen. Fast die gesamte Südküste musste nach der verheerenden Sturmflut von 1872 durch Deiche geschützt werden. Die Küsten sind von der Seeseite mit geringen Ausnahmen durch vorliegende Untiefen schwer zugänglich. Die Meeresteile und Schifffahrtswege rund um die Insel sind der schmale Guldborgsund im Osten, die Mecklenburger Bucht und der Fehmarnbelt im Süden, im Westen der Langelandsbelt und schließlich im Norden das Smålandsfarvandet (Smålandsfahrwasser) mit den Inseln Askø, Femø, Fejø und noch kleineren Inseln.
Der fruchtbare Boden besteht meist aus fettem, mit Humus gemischtem Lehm mit einer Mergelunterlage. Moore finden sich wenige, dagegen sind bedeutende Wälder vorhanden. Von den Landseen ist der fischreiche Maribosee in der Mitte der Insel der größte.

## Geschichte
Lolland ist seit der mittleren Steinzeit besiedelt. Da damals die umliegenden Belte zum Teil noch Festland waren, findet man an der Küste alte Siedlungsplätze mit Feuersteinwerkzeug. Mit der Trichterbecherkultur (TBK) kamen der Ackerbau und der Megalithanlagenbau nach Lolland. Der Kong Svends Høj (König Svens Hügel) ist das viertgrößte Ganggrab Dänemarks. Parallel zur dänischen Besiedlung versuchten sich im frühen Mittelalter Slawen auf der Insel (und auf Falster) niederzulassen, wovon slawischen Ortsnamen mit dem Suffix „itse“; Korselitse, Kramnitse, Kuditse, Tillitse ebenso zeugen, wie die Seesperre von Hominde. Später wurde Lolland verschiedenen Prinzen des dänischen Königshauses überlassen, und in der Auflösungsperiode des dänischen Staats unter König Christoph II. von Dänemark (1320–1332) war der größte Teil der Insel nebst Falster in den Händen des holsteinischen Grafen Johann III. Im Fehmarnbelt vor Lolland fand am 13. Oktober 1644 eine Seeschlacht zwischen der dänischen und einer schwedisch-holländischen Flotte statt, bei der viele dänische Schiffe verloren gingen.

## Bevölkerungsentwicklung
Im 20. Jahrhundert ist die Bevölkerung Lollands zunächst gewachsen, dann aber wieder etwa auf den Stand der vorigen Jahrhundertwende gesunken:
| 1901   | 1925   | 1945   | 1965   | 1986   | 2005   |
| ------ | ------ | ------ | ------ | ------ | ------ |
| 68.331 | 86.544 | 87.230 | 81.760 | 75.278 | 68.751 |

## Sehenswürdigkeiten
Lolland hat einige der für Dänemark typischen Vorzeitdenkmäler von besonderem Rang zu bieten. Größere Ansammlungen finden sich bei Flintinge und im Frejlev Skov. Daneben sind die Ganggräber Glentehøj und Kong Svends Høj im Nordwesten hervorzuheben. Hervorzuheben sind auch die Landkirchen von Ravnsborg, wo die Ravnsby Bakker (Anhöhen von Ravnsby) zu den schönsten Landschaften gehören. Daneben sind einige Runensteine zu nennen, besonders der Tillitse.
Im Osten der Insel befindet sich das Kunstmuseum Fuglsang, das 2008 in einem sehenswerten Neubau eröffnet wurde. Das Museum zeigt dänische Malerei vom 18. Jahrhundert bis zur Gegenwart sowie Sonderausstellungen.
Auf Lolland liegen zwei große dänische Naturparks, die einen hohen Freizeitwert haben: Im Naturpark Nakskov-Fjord sind besonders die Landzunge Albuen und die Förde von Nakskov mit der langen Seebrücke am Strand von Hestehovedet einen Besuch wert. Der Naturpark Maribo-Seen bietet zahlreiche Rad- und Wanderwege. Am Rande des Naturparks liegt der für Besucher geöffnete Barockgarten Søholt. Spaziergänger und Wanderer schätzen auf Lolland außerdem das Naturgebiet Skejten.
Das Museum für Christian Detlev von Reventlow in Pederstrup erinnert in dessen klassizistischem Gutshaus mit Landschaftspark an den dänischen Staatsmann und Sozialreformer.
Im Norden von Lolland liegt der Safaripark Knuthenborg Park & Safari, der größte Park dieser Art in Nordeuropa.
Auf der Bahnstrecke Maribo–Bandholm verkehrt im Sommer fahrplanmäßig die Museumsbahn Maribo–Bandholm mit historischen Dampf- und Diesellokomotiven.
In Sundby am Guldborgsund befindet sich das Middelaldercentret Nykøbing, in dem in einer nachgebauten mittelalterlichen Siedlung das Alltagsleben und Handwerk dieser Zeit demonstriert wird. Als Besucherattraktion wird in der Ferienzeit unter anderem täglich ein Ritterturnier mit Lanzenstechen nachgestellt und es werden Katapulte und Kanonen abgeschossen.

## Wirtschaft und Verkehr
Lolland besitzt durch die von Scandlines und auf der Schiene von Danske Statsbaner betriebene Vogelfluglinie über den Fehmarnbelt eine große Verkehrsbedeutung. Es ist geplant, eine feste Über- oder Unterquerung des Fehmarnbelts von Lolland nach Fehmarn zu bauen. Von Rødby führt die Europastraße E 47 zum Guldborgsund-Tunnel nach Falster, vereinigt sich dort mit der E 55, die von Gedser kommt, und gemeinsam verlaufen sie über die Farøbroerne nach Kopenhagen auf Seeland. Von Køge-West bis Avedøre verlaufen sie gemeinsam mit der E 20, die dann weiter zur Öresundbrücke und nach Malmö in Schweden führt. Die E 47 führt weiter nach Helsingør und per Fähre über den Öresund nach Helsingborg in Schweden.
Von regionaler Bedeutung sind die Fährverbindung nach Spodsbjerg auf Langeland im Verlauf der Primærrute 9 und die Bahnstrecke Bahnstrecke Nykøbing F–Nakskov von Nakskov nach Nykøbing.
Lolland ist an den Ostseeküsten-Radweg angeschlossen, welcher als europäische EuroVelo-Route Nr. 10 einmal um die ganze Ostsee führt.
Obwohl die Insel einige Bedeutung im Transitverkehr zwischen Mitteleuropa und Skandinavien besitzt und sie über feste Landverbindungen direkt mit dem Großraum Kopenhagen verbunden ist, leidet Lolland unter einer ausgesprochen abseitigen Lage. Der allgemeine Niedergang der Landwirtschaft hat die relativ dünn besiedelte Insel hart getroffen. Im Vergleich zu anderen dänischen Regionen ist der Tourismus weniger entwickelt, da Lolland nicht über weite Badestrände verfügt. Größter Industriebetrieb auf Lolland ist die Zuckerfabrik in Nakskov, zugleich die größte ihrer Art in Dänemark.

## Windparks
Mit Rødsand I und II befinden sich 10 km vor der Südküste der Insel zwei große Offshore-Windparks aus jeweils 72 bzw. 90 Windkraftanlagen mit einer maximalen Gesamtleistung (Nennleistung) von 373 Megawatt. Sie sind von der Küste aus und vom vorbeiführenden internationalen Schiffsverkehr aus, insbesondere der Fährverkehr quer durch die Ostsee, sichtbar.
Weitere Anlagen befinden sich auf den unmittelbar angrenzenden Teilen der Küste. Dass man auf diese Weise wesentlich zur Energieversorgung der Insel beitragen kann, ist angesichts ihrer geringen Bevölkerungszahl und der verfügbaren Küstenlinie von großer Bedeutung.